# Nisse Lindberg

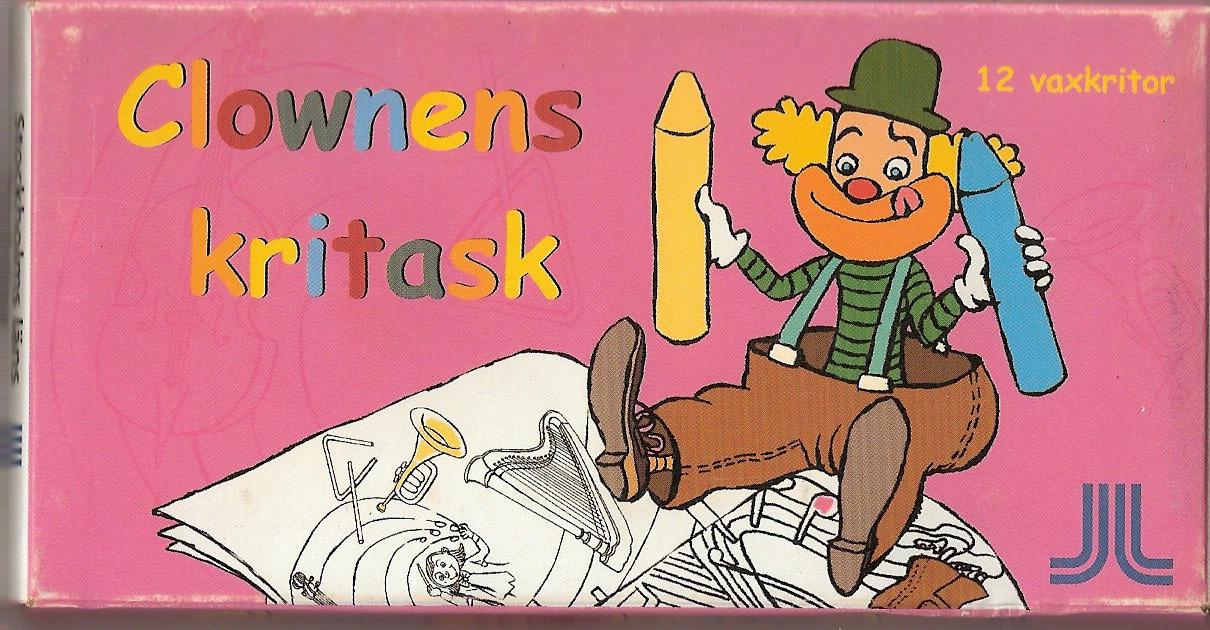
Clownens kritask skapades åt Stockholms Läns Landsting år 2000.

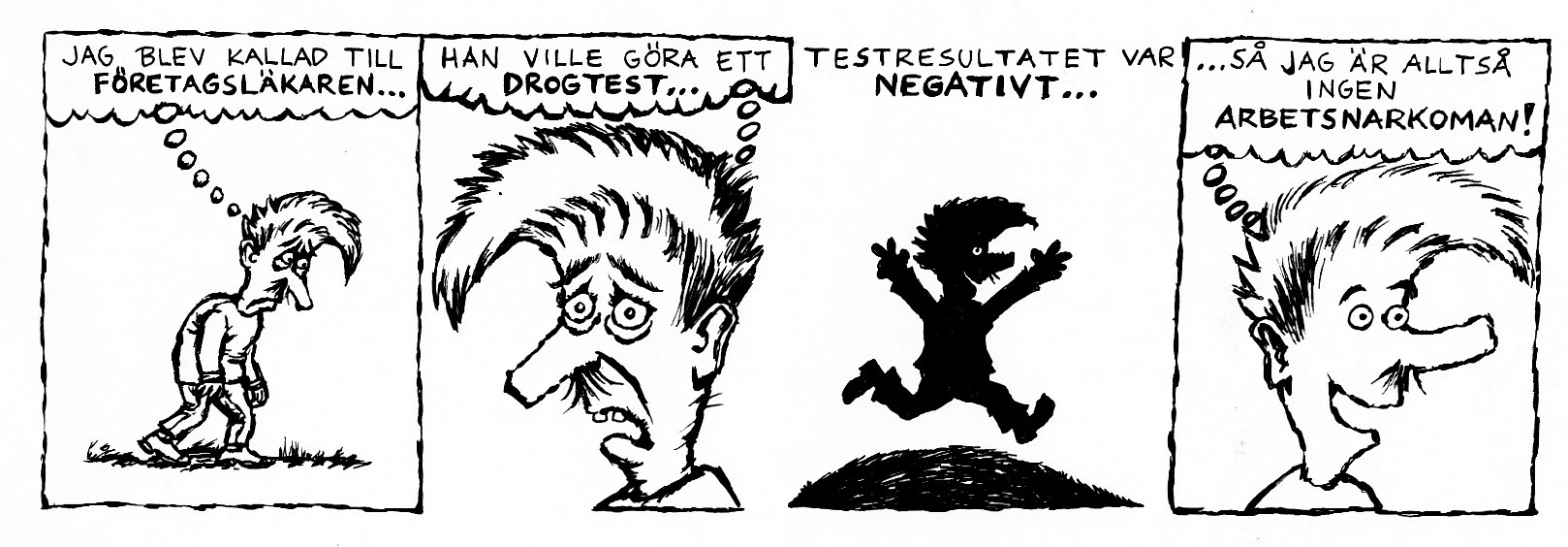
Allan seriestripp publicerad i LO-tidningen nr 32 2004.

Nisse Lindberg, född 1965 i Jössefors, är en svensk serieskapare, illustratör och artikelförfattare. 
Nisse Lindberg skapade Clownens målarbok åt Stockholms läns landsting, en bok som bl.a. delades ut på Astrid Lindgrens barnsjukhus som underhållning åt barnen. Mellan åren 2003–2004 skrev och tecknade Nisse Lindberg serien Allan åt LO-tidningen. Allan publicerades även som gästserie i serietidningen Ernie. Tillsammans med tecknaren Gösta Lindwall skapades strippserien Uppåt värre som gick som gästserie i Dagens Nyheter under 2005. Från och med 2011 publicerar tidningen Fantomen av och till äventyrsserien De utvalda, där Gösta Lindwall står för intrig och teckning och Nisse Lindberg hjälper till med manusarbetet. Nisse Lindberg har även skrivit artiklar till tidskriften Bild & Bubbla.